# Mundum
Mundum est une localité du Cameroun située dans la commune de Bafut et le département de la Mezam dans la Région du Nord-Ouest du pays.

## Population
Lors du recensement de 2005, on a dénombré 3 279 personnes. Soit 1 628 hommes et 1 651 femmes.

## Situation géographique
Les coordonnées géographiques de Mundum sont 6° 08′ 46,2″ N 9° 58′ 39,9″ E. Le village Mundum se trouve à environ 60 km au nord-ouest de la capitale provinciale de Bamenda. Il occupe une superficie de 240 km2. La chefferie Mundum se trouve à la périphérie du département de la Mezam, et partage ses frontières avec le département du Menchum au nord et le département de la Momo au nord-ouest.

## Environnement
Mundum occupe une série de collines qui traversent le Nord-Ouest de l'arrondissement de Bafut. Celles-ci sont une partie du bord périphérique des collines du plateau de Bamenda qui s'étend d'Acha-Tugi à Oshe.Ce pays de collines et de vallées est situé à une altitude de 1 000 à 1 700 mètres. La structure générale est un plateau disséqué avec des pentes abruptes dans la gamme de 10 à 40 %. Le plateau présente une morphologie festonnée où les vallées restent profondément emboîtées. La majeure partie de la roche mère est du granite. Les sommets ont des sols sableux granitiques à grains grossiers tandis que les versants et les vallées ont respectivement des sols colluviaux et alluviaux. Il y a un grand potentiel pour la production agricole, avec une réserve abondante de sable et de pierres pour les travaux de construction dans chaque voisinage.

### Climat
Le climat est sub-équatorial avec neuf mois pluvieux et trois mois secs. La moyenne annuelle des précipitations est d'environ 1 800 mm et les températures sont généralement comprises entre 23 et 26 °C. La nature vallonnée de la région offre une variété de zones éco-climatiques capables de soutenir une variété de cultures et de plantes. Il y a un mélange de reliques de savane de forêt et de mosaïque. On y retrouve des essences forestières telles que acajou, iroko, etc. La forêt est une source potentielle de bois pour la construction. Le Fon du village et son conseil contrôlent et réglementent l'exploitation du bois.

## Administration et politique
HRH Fon NDENECHO II est le chef actuel de Mundum. Le fon est le chef spirituel et administratif du village. De facto, le contrôle de la terre est de la responsabilité des chefs de la lignée.

## Économie
L'activité économique de Mundum repose en grande partie sur l'agriculture, et l'élevage.
L'agriculture a longtemps été conditionnée par la production de café. Depuis quelques années, la production de café a décliné en raison du vieillissement des plantations et des agriculteurs. De plus, la baisse du prix du café sur le marché mondial a conduit les agriculteurs à se tourner vers la production vivrière, qui reste le pilier. La grande majorité des gens pratique l'agriculture de subsistance.
Le principal élevage d'importance économique est le bétail. Il existe de petites coopératives d'élevage gérées par des bergers payés par les membres. D'autres éleveurs sont des tribus nomades Fulanis et Akou.
La chasse et la production de vin de palme sont également pratiquées. Il n'y a pas d'industries et l'artisanat local se limite au tissage et à la production de quelques œuvres d'art à partir de bois et de bambous.

## Éducation
Mundum est doté d'un établissement scolaire, le CES de Mundum.

## Santé
Mundum est doté d'une formation sanitaire, le Centre de santé de Mundum.